# Nancy McKeon
Nancy Justine McKeon (Westbury, Nueva York, 4 de abril de 1966) es una actriz estadounidense. Es más conocida por su papel de Jo Polniaczek en el programa de NBC, The Facts of Life.

## Carrera
McKeon y su hermano mayor Philip aparecieron en numerosos comerciales. Ella también apareció en las soap operas The Secret Storm y Another World. Los McKeon se mudaron a Los Ángeles en 1975, cuando Philip ganó el papel de Tommy Hyatt y comenzó a aparecer en la serie de televisión Alice con Linda Lavin.
En 1979, McKeon fue descubierta por un director de casting de The Facts of Life sobre la base de su actuación en un anuncio de tarjetas de felicitación de Hallmark, en el que pudo llorar en el momento justo.
Fue elegida como la marimacho Jo Polniaczek en el otoño de 1980 durante la segunda temporada del programa, cuando cuatro de los integrantes de la primera temporada, incluida Molly Ringwald, abandonaron el programa. Este es su papel más famoso, interpretando al personaje a lo largo de la serie hasta que el programa fue cancelado en 1988. También brindó la voz de muchos personajes de dibujos animados de ABC Weekend Special, incluida la voz de Scruffy.
Después de The Facts of Life, McKeon fue cortejada por los ejecutivos de NBC por el papel principal en la adaptación de la serie televisiva de la película Working Girl de 1988; el papel, interpretado por Melanie Griffith en la película, fue para la entonces desconocida Sandra Bullock para la serie de televisión. En 1994, tanto McKeon como Courteney Cox audicionaron para el papel de Monica Geller en Friends. El rol fue para esta última. Cuando se le preguntó en entrevistas sobre las audiciones, McKeon dijo: «No tengo ningún resentimiento. El papel fue para la persona adecuada. Courteney fue brillante. Ahora, no puedo ver a nadie interpretando el papel, ni siquiera a mí misma». En 1995, protagonizó su propia serie, Can't Hurry Love, que duró una temporada. En 1998, protagonizó una comedia de situación con Jean Smart titulada Style & Substance. McKeon interpretó a la inspectora Jinny Exstead en el drama policial de Lifetime, The Division, de 2001 a 2004 con su embarazo incorporado a la trama del último año de la serie. De 2009 a 2010, apareció en un papel recurrente en la serie original de Disney Channel, Sunny, entre estrellas, como Connie Munroe, la madre del personaje principal de Demi Lovato.
McKeon también protagonizó numerosas películas para televisión en los años 80 y 90, incluida A Cry for Help: The Tracey Thurman Story, en el que interpretó el papel principal de Tracey Thurman, y The Wrong Woman, retratando a una mujer enmarcada por matar a su jefe. En 2003, protagonizó la película Comfort and Joy.
El 5 de septiembre de 2018, McKeon fue anunciada como una de las celebridades que competirían en la temporada 27 de Dancing with the Stars, siendo emparejada con el bailarín profesional Valentin Chmerkovskiy. Ellos fueron la tercera pareja en ser eliminada, quedando en el undécimo puesto.

## Vida personal
Mientras McKeon estaba en The Facts of Life, a ella y sus padres se les concedió una audiencia privada con Juan Pablo II.
McKeon vive en Austin, Texas. Ella y su esposo Marc Andrus tienen una hija, Aurora, y esperaban otra en 2006.
Su hermano mayor es el actor Philip McKeon.

## Filmografía

### Cine
| Año  | Título                  | Papel          | Notas                                 |
| ---- | ----------------------- | -------------- | ------------------------------------- |
| 1991 | Where the Day Takes You | Vikki          |                                       |
| 1994 | Teresa's Tattoo         | Sara           | Título alternativo: Natural Selection |
| 1995 | The Wrong Woman         | Melanie Brooke |                                       |
| 1997 | Just Write              | Novia          |                                       |

### Televisión
| Año     | Título                                      | Papel                    | Notas                                       |
| ------- | ------------------------------------------- | ------------------------ | ------------------------------------------- |
| 1977    | Starsky & Hutch                             | Vikki Mayer              | «The Crying Child»                          |
| 1978    | Return to Fantasy Island                    | Ann                      | Película de televisión                      |
| 1978    | A Question of Love                          | Susan Moreland           | Película de televisión                      |
| 1979    | The Love Boat                               | Penny Barrett            | «Daddy's Pride»                             |
| 1979    | The Puppy's Great Adventure                 | Dolly (voz)              | Película de televisión                      |
| 1980    | Stone                                       | Jill Stone               | Serie de televisión (9 episodios)           |
| 1980    | The Puppy's Amazing Rescue                  | Dolly (voz)              | Película de televisión                      |
| 1980    | The Trouble with Miss Switch                | Amelia Daley (voz)       | Película de televisión                      |
| 1980    | Scruffy                                     | Scruffy (voz)            | Película de televisión                      |
| 1980    | ABC Afterschool Special                     | Lucy Twining             | «Schoolboy Father»                          |
| 1980–81 | Thundarr, el bárbaro                        | Tye / Tai (voz)          | «Harvest of Doom», «Last Train to Doomsday» |
| 1980–88 | The Facts of Life                           | Jo Polniaczek            | Serie de televisión (189 episodes)          |
| 1981    | ABC Afterschool Special                     | Nancy Parks              | «Please Don't Hit Me, Mom»                  |
| 1981    | Alice                                       | Kimberly                 | «Alice's Halloween Surprise»                |
| 1981    | The Puppy Saves the Circus                  | Dolly (voz)              | Película de televisión                      |
| 1982    | Miss Switch to the Rescue                   | Amelia Daley (voz)       | Película de televisión                      |
| 1982–83 | The Scooby & Scrappy-Doo/Puppy Hour         | Dolly (voz)              | Serie de televisión (13 episodios)          |
| 1982    | The Facts of Life Goes to Paris             | Jo Polniaczek            | Película de televisión                      |
| 1983    | Dusty                                       | Slugger                  | Película de televisión                      |
| 1983–84 | The Puppy's Further Adventures              | Dolly (voz)              | Serie de televisión (8 episodios)           |
| 1983    | High School U.S.A.                          | Beth Franklin            | Película de televisión                      |
| 1985    | Poison Ivy                                  | Rhonda Malone            | Película de televisión                      |
| 1985    | This Child Is Mine                          | Kimberly Downs           | Película de televisión                      |
| 1986    | Firefighter                                 | Cindy Fralick            | Película de televisión                      |
| 1987    | The Facts of Life Down Under                | Jo Polniaczek            | Película de televisión                      |
| 1987    | Strange Voices                              | Nicole 'Nikki' Glover    | Película de televisión                      |
| 1989    | A Cry for Help: The Tracey Thurman Story    | Tracey Thurman           | Película de televisión                      |
| 1990    | The Hitchhiker                              | Dawn Wilder              | «New Dawn»                                  |
| 1991    | Lightning Field                             | Martha Townsend          | Película de televisión                      |
| 1992    | Baby Snatcher                               | Karen Williams           | Película de televisión                      |
| 1993    | Love, Honor & Obey: The Last Mafia Marriage | Rosalie Profaci Bonanno  | Película de televisión                      |
| 1995    | A Mother's Gift                             | Margaret Deal            | Película de televisión                      |
| 1995–96 | Can't Hurry Love                            | Annie O'Donnell          | Serie de televisión (19 episodios)          |
| 1998    | Style & Substance                           | Jane Sokol               | Serie de televisión (13 episodios)          |
| 1999    | In My Sister's Shadow                       | Joan Connor              | Película de televisión                      |
| 1999    | Touched by an Angel                         | Rachel Waters            | «The Last Day of the Rest of Your Life»     |
| 2001–04 | The Division                                | Inspectora Jinny Exstead | Serie de televisión (88 episodios)          |
| 2003    | Comfort and Joy                             | Jane Berry               | Película de televisión                      |
| 2004    | Category 6: Day of Destruction              | Amy Harkin               | Miniserie de televisión                     |
| 2006    | Wild Hearts                                 | Emily                    | Película de televisión                      |
| 2007    | Sin rastro                                  | Gail Sweeney             | «Absalom»                                   |
| 2009–10 | Sunny, entre estrellas                      | Connie Munroe            | Serie de televisión (5 episodios)           |
| 2011    | Love Begins                                 | Millie                   | Película de televisión                      |
| 2018    | Dancing with the Stars                      | Ella misma               | Concursante de la temporada 27              |

## Premios y nominaciones
Festival de cine de Marco Island
- 2000: Ganadora, «Premio del público al mejor cortometraje»—A Wakening
- 2000: Ganadora, «Premio Crystal Palm al mejor cortometraje»—A Wakening

Premios Prism
- 2003: Nominada, «Mejor actuación en un episodio de serie dramática»—The Division
- 2003: Nominada, «Mejor actuación en una serie dramática»—The Division
- 2004: Nominada, «Mejor interpretación en una serie de drama de episodios múltiples»—The Division

Premios TV Land
- 2007: Nominada, «Premio "When Bad Teens Go Good"»—The Facts of Life

Premios Young Artist
- 1982: Nominada, «Mejor comediante joven en cine o televisión»—The Facts of Life
- 1983: Ganadora, «Mejor actriz joven en un especial de televisión»—Please Don't Hit Me, Mom
- 1983: Ganadora, «Mejor actriz joven en una película de televisión»—The Facts of Life Goes to Paris
- 1983: Ganadora, «Mejor actriz joven en una serie de comedia»—The Facts of Life
- 1984: Nominada, «Mejor actriz joven en una serie de comedia»—The Facts of Life